# 클러스터 (밴드)
클러스터(Cluster)는 독일의 크라우트록 밴드이다. 1971년까지 콘라트 슈니츨러와 함께 'Kluster'로 활동하였다. 2010년 11월 한스요아힘이 해산 선언을 하였다. 그 해 12월 영국에서 마지막 콘서트를 가졌다. 그 후 'Qluster'로 재개하였다.

## 음반 목록

### Kluster
- 《Klopfzeichen》 (1970)
- 《Kluster Zwei Osterei》 (1971)
- 《Eruption》 (1971)

### 정규
- 《Cluster》(1971)
- 《Cluster II》 (1972)
- 《Zuckerzeit》 (1974)
- 《Sowiesoso》 (1976)
- 《Cluster & Eno》 (1977)
- 《After the Heat》 (1978)
- 《Grosses Wasser》 (1979)
- 《Curiosum》 (1981)
- 《Apropos Cluster》 (1991)
- 《One Hour》 (1995)
- 《Qua》 (2009)

### Qluster
- 《Fragen》 (2011)
- 《Rufen》 (2011)
- 《Antworten》 (2012)
- 《Lauschen》 (2013)
- 《Tasten》 (2015)
- 《Echtzeit》 (2016)
- 《Elemente》 (2018)